# Свєт (роз'їзд, Ульяновська область)
Свєт (рос. Свет) — роз'їзд в Інзенському районі Ульяновської області Російської Федерації.
Населення становить 17 осіб. Входить до складу муніципального утворення Оськинське сільське поселення.

## Історія
Від 2004 року входить до складу муніципального утворення Оськинське сільське поселення.

## Населення
| 2010 |
| ---- |
| 17   |